# Prägnanztendenz
Prägnanztendenz oder auch Gesetz der Prägnanz, Tendenz zur ausgezeichneten Gestalt (Max Wertheimer 1922) ist ein zentraler Begriff der Gestaltpsychologie.

## Entstehung
Menschen finden immer wieder Bestätigungen der Vermutung, dass diese Welt keineswegs chaotisch ist, sondern dass sie Struktur besitzt, und werden belohnt, wenn sie diese Struktur erkennen und ausnutzen. Im Laufe der Evolution konnte sich folglich die Strukturerwartung als ein „angeborener Lehrmeister“ (Konrad Lorenz) fest in unserer genetischen Ausstattung etablieren. Die Prägnanztendenz der optischen Wahrnehmung ist eine Folge dieser Strukturerwartung. In der akustischen Wahrnehmung gibt es z. B. bei der Rezeption von gesprochener Sprache ebenfalls die Strukturerwartung von grammatisch sinnvollen Sätzen. Allerdings gibt es diese Strukturerwartung nicht durchgängig bei der Rezeption von Werken der sprachlich-akustischen Kunst, Dadaismus, neue Poesie u. ä.
Bei der Rezeption von Musik, insbesondere von Neuer Musik lassen sich ähnliche Phänomene einer Hörerwartung bzw. einer enttäuschten Hörerwartung beobachten. Unterschiedliche Hörerwartungen gibt es zwischen der Rezeption von Neuer Musik, sofern sie in Konzerten oder als Filmmusik bei dazu optisch stimmigen Filmszenen erscheint. In der Musiktheorie zur älteren Musik beziehen sich die Begriffe Trugschluss oder der von  Carl Philipp Emanuel Bach geprägte Begriff der „vernünftigen Betrügereyen“ ebenfalls auf enttäuschte Hörerwartungen.

### Beispiele
Ein sehr eindrucksvolles Beispiel für diese Prägnanztendenz ist die Kontrastbetonung. Auch auf höheren kognitiven Ebenen findet man diesen Effekt. Das Schwarz-Weiß-Denken und die Argumentationsfigur des Dilemmas („Wer nicht für mich ist, ist gegen mich“) sind Beispiele dafür, dass die Prägnanztendenz Unterteilungen verschärft. Andererseits sorgt sie für die Einebnung kleiner Unterschiede, die Verstärkung von Symmetrien und die Begradigung von Linien.
Dass in vielen Kulturen „Klarheit“ und „Deutlichkeit“ bei der ästhetischen Bewertung eine entscheidende Rolle spielen, wird von Irenäus Eibl-Eibesfeldt auf diese Prägnanztendenz zurückgeführt (Eibl-Eibesfeldt/Sütternlin, 2007, S. 166). Und Umberto Eco (2004, S. 100) schreibt:
„Thomas von Aquin [verlangt] von der Schönheit drei Dinge: Proportion, Vollständigkeit und claritas, das heißt Klarheit und Leuchtkraft.“
Das menschliche Streben nach Prägnanz wird von der Werbung ausgenutzt, wovon der Mercedes-Stern, der Opel-Blitz, der Nike-Bogen und viele andere Zeichen und Logos zeugen.